# Prophasiane
Prophasiane là một chi bướm đêm thuộc họ Geometridae.